# Cratere Tubman
Tubman  è un cratere sulla superficie di Venere. Deve il proprio nome ad Harriet Tubman (1822–1913), attivista afroamericana per l'abolizione della schiavitù.